# Rec 4: Apocalypse
Rec 4: Apocalypse (reso graficamente come [•REC]4: Apocalypse) è un film del 2014 diretto da Jaume Balagueró. 
È il quarto e ultimo film della saga horror spagnola Rec (cominciata nel 2007), che racconta l'esito dell'epidemia.

## Trama
Angela Vidal viene tratta in salvo dall'edificio contaminato grazie all'intervento del soldato Guzman. Verrà trasportata e tenuta in quarantena con altri superstiti su una vecchia nave petroliera. Il dott. Ricarte che guida il progetto tenta di ricavare un antidoto che neutralizzi il virus utilizzando scimmie come cavie. La situazione degenera quando una di queste viene liberata e ferisce il cuoco della nave contaminandolo. Quest'ultimo contamina il cibo dell'equipaggio con carne infetta. Il dott. Ricarte nel frattempo, contrariato dai fallimenti del suo vaccino, riesce a vedere i filmati di Angela nella palazzina, e comprende che fu attaccata dall'indemoniata Tristana Medeiros che ripose nel corpo di Angela il parassita che generò l'epidemia. A questo punto Ricarte tenta su Angela un'estrazione del parassita ma, con grande sorpresa, non individua nulla in lei, nonostante l'evidente prova dei filmati. La nave è ormai invasa dagli infetti. Angela riesce a fuggire grazie all'aiuto di Nick (il tecnico della nave). Il dott. Ricarte viene rintracciato da Angela. Vuole convincerlo del fatto di non ospitare dentro di sé il parassita. Entra in scena Guzman: Angela comprendendo che il parassita è in grado di spostarsi da un corpo all'altro intuisce che è Guzman a ospitare il parassita (ricordando il loro primo incontro nella palazzina). Inoltre, scopre che è stato lui a liberare la cavia dal laboratorio avendo ingannato Nick. Il dott. Ricarte nel frattempo vedendo la situazione aggravarsi, aziona una bomba per distruggere la nave. Guzman cerca di restituire con la forza il parassita ad Angela ma ancora grazie a Nick la donna riesce a fuggire. Nick in seguito ruba dal vile e fuggitivo dott. Ricarte un gommone gonfiabile per la fuga in mare. Angela e Nick dopo una disperata fuga dai feroci infetti riescono a mettersi in salvo prima che la nave esploda. L'ultima scena mostra che il parassita entra in un pesce.

## Produzione

### Riprese
Mentre i primi due film sono stati diretti da Jaume Balagueró e Paco Plaza, i due registi si sono divisi per il terzo capitolo (diretto da Plaza) e per il quarto (diretto da Balaguerò). 
Inoltre i precedenti film adottavano lo stile del mockumentary (Rec 3 - La genesi solo in parte) che qui viene completamente abbandonato.

## Distribuzione
Il film è stato presentato nel settembre 2014 al Toronto International Film Festival e il 3 ottobre al Sitges - Festival internazionale del cinema fantastico della Catalogna. È stato distribuito nelle sale cinematografiche spagnole il 31 ottobre 2014. Il film, in Italia, è stato distribuito, via home video, il 13 gennaio 2015.

### Divieti
In America, il film è stato vietato ai minori di 17 anni (R) per linguaggio scorretto e forte violenza.

## Accoglienza

### Critica
Così come il suo predecessore, il film ha ricevuto critiche perlopiù negative. 